# Hadronyche cerberea
Hadronyche cerberea là một loài nhện trong họ Hexathelidae. Loài này phân bố ở New South Wales.